# Vrchlabí
Vrchlabí (tysk: Hohenelbe) er en by i distriktet Trutnov i den tjekkiske region Hradec Králové. Vrchlabí, som for første gang nævnes i et dokument fra år 1359,[kilde mangler] har 12.131(2024) indbyggere.